# Pongo tapanuliensis
Pongo tapanuliensis — вид орангутану, ендемік Південне Тапанулі, острів Суматра, Індонезія Один з трьох відомих видів орангутану, поряд з суматранськими орангутанами (Pongo abelii), що мають ареал на північному заході острова, а також Pongo pygmaeus. Був описаний як окремий вид в 2017 році і є першим сучасним видом Hominidae, який був описаний як новий вид після описання бонобо (Pan paniscus) в 1929 році.

## Відкриття та найменування
Ізольована популяція орангутанів в Батанг-Тору, Південне Тапанулі вперше було описано експедицією в 1997 році, але тоді вона не була визнана як окремий вид. Pongo tapanuliensis був визначений як окремий вид орангутану в 2017 році, після детального філогенетичного дослідження. У дослідженні зібрано генетичні зразки з 37 осіб та проведено морфологічний аналіз 33 дорослих самців орангутанів. Ключовим компонентом дослідження був скелет дорослого самця який загинув після поранення місцевими жителями в 2013 році; цей скелет пізніше буде позначений як голотип цього виду. Виявлено, що зразок має відмітні фізичні властивості в порівнянні з основною групою зразків, особливо з певними характеристиками черепа та зубів Голотип зберігається в Зоологічному музеї Богора Генетичне дослідження також показало, що популяцію Батанг-Тору слід розглядати як окремий вид, причому два зразки, взяті з популяції, демонструють суттєві відмінності від інших двох видів орангутанів

## Опис
Pongo tapanuliensis, за будовою тіла і кольору шерсті, більше нагадують Pongo abelii ніж Pongo pygmaeus. Вони відрізняються кучерявішим волоссям, меншою головою і більш плоским обличчям. «Довгий рев» самців має вищу висоту, ніж у Pongo abelii, довше триває і містить більше пульсацій, ніж у Pongo pygmaeus. Їхнє харчування також є унікальним, вони їдять таку незвичайну їжу, як гусениці та шишки.

## Філогенія
|  | Pongo abelii                                                           |
|  |                                                                        |
|  | \| \| Pongo tapanuliensis \| \| \| \| \| \| Pongo pygmaeus \| \| \| \| |
|  |                                                                        |
|  | Pongo tapanuliensis                                                    |
|  |                                                                        |
|  | Pongo pygmaeus                                                         |
|  |                                                                        |

|  | Pongo tapanuliensis |
|  |                     |
|  | Pongo pygmaeus      |
|  |                     |

Генетичні дослідження показали, що дивергенція Pongo tapanuliensis та Pongo abelii розпочалась близько 3 мільйонів років тому, подальше відокремлення відбулося після виверження вулкана Тоба, яке сталося близько 75 000 років тому. Вони продовжували спорадичний контакт, який зупинився щонайменше 10 — 20 тис. років тому. Проте, дивергенція Pongo tapanuliensis та Pongo pygmaeus відбулася 670 тис. років тому. Орангутани заселяли суходіл (Сундаленд) від Суматри до Борнео. Справжнею прабатьківщиною Pongo tapanuliensis вважається та точка, де перші орагунтани вперше увійшли до Індонезії з материкової Азії

## Ареал
Pongo tapanuliensis живуть в тропічних і субтропічних вологих широколистяних лісах, розташованих на південь від озера Тоба, Суматра. Площа ареалу близько 1000 км² на висоті від 300 до 1300 м над рівнем моря. Відстань між ареалами Pongo tapanuliensis та Pongo abelii, всього 100 км.

## Загрози
Популяція має менш 800 особин, популяція Pongo tapanuliensis є найнижчою серед всіх великих людиноподібних мавп. Через це вид перебуває під загрозою зникнення, хоча Міжнародний союз охорони природи ще не давав свою оцінку. Загрозами для існування виду є вирубання лісу, полювання, конфлікти з людьми, торгівля дикими тваринами, гідроенергетичний проект в ареалі їхнього проживання. Інбредна депресія також імовірна через замалу чисельність популяції і фрагментованість ареалу проживання, ознаки інбридингу очевидні.